# 蔣南翔
蔣 南翔（しょう なんしょう、1913年9月7日 - 1988年5月3日）は、中華人民共和国の官僚・政治家。江蘇省宜興県出身。中国共産党第8期中央候補委員。中国共産党第11期、第12期中央委員会委員。中国共産党中央顧問委員会委員。

## 経歴
1913年9月7日、江蘇省宜興県で生まれる。1929年に鎮江中学校を経て、1932年に清華大学中文系を卒業。1933年に中国共産党入党。1936年3月、上海市党委員会江湾区学委書記に就任。1936年秋、北平市学委書記に転任。1938年、長江局青委委員、全国学連党団書記に就任。1939年初め、南方局青委書記を担当した。1941年2月、命令を受けて陝西省延安市を撤回し、中国共産党青委委員、中央青委宣伝部長を担当した。
日中戦争が勝利した後、蔣南翔は中国共産党中央委員会から派遣され、青年工作隊を東北地区に連れて青年の仕事を開拓。前後して遼北分省委員会委員兼宣伝部長、ハルビン市委員会常務委員兼宣伝部長、市教育局長、東北局青委書記、ハルビン青幹校学長、東北局党報委員会秘書長を担当。
1949年1月に中国共産主義青年団中央委員会に就職し、新民主主義青年団準備委員会副主任を務め、全国第一回団代会で団中央副書記に当選し、後任書記処書記を務めた。1952年11月、清華大学学長に就任。1956年5月には中国共産党清華大学委員会書記を兼務する。1965年1月、中央に移り、中華人民共和国高等教育部部長に就任。文化大革命の時批判闘争を受けた。
1977年、天津市党委員会書記、市革命委員会副主任兼市科学委員会主任に就任。1978年、中華人民共和国国家科学技術委員会常務副主任兼全国科学大会秘書長に転任。1982年8月、中国共産党中央党校第一副学長に任命。
1988年5月3日に北京市で死亡した。享年74。